# Mira Sunnari
Mira Sunnari (30 agosto 1976) è una cantante finlandese.

## Biografia
Mira Sunnari è salita alla ribalta nel 2001 con la sua incoronazione a regina al festival del tango e della musica schlager finlandese Seinäjoen Tangomarkkinat, che le ha fruttato il suo primo contratto discografico con la Mediamusiikki. L'anno successivo ha realizzato, insieme alla sua controparte maschile al festival, il suo album di debutto Mira Sunnari & Erkki Räsänen. Si era precedentemente presentata al Tangomarkkinat nel 1999, dove si era classificata al 2º posto. Inoltre, nel 1997 aveva ricevuto il premio musicale Suomen iskelmän mestariksi.

## Discografia

### Album in studio
- 2002 – Mira Sunnari & Erkki Räsänen (con Erkki Räsänen)
- 2015 – Lumo

### Singoli
- 2001 – Karaokekuningas
- 2021 – Sade